# Gigantodax conviti
Gigantodax conviti är en tvåvingeart som beskrevs av Ramirez-perez 1980. Gigantodax conviti ingår i släktet Gigantodax och familjen knott.
Artens utbredningsområde är Venezuela. Inga underarter finns listade i Catalogue of Life.